# Cher docteur
Pour les articles homonymes, voir Dear Doctor (chanson).
Pour plus de détails, voir Fiche technique et Distribution.
Cher docteur (ディア・ドクター, Dia dokutā, titre international : Dear Doctor) est un film dramatique japonais écrit et réalisé par Miwa Nishikawa et sorti en 2009.

## Fiche technique
- Titre : Cher docteur
- Titre original : ディア・ドクター (Dia dokutā?)
- Titre international : Dear Doctor[1]
- Scénario : Miwa Nishikawa d'après son propre roman
- Photographie : Katsumi Yanagijima (en)
- Montage : Ryūji Miyajima (ja)
- Éclairages : Eiji Oshita
- Son : Hirokazu Katō et Mitsugu Shiratori
- Musique : More Rhythm (ja)
- Pays d'origine :  Japon
- Langue originale : Japonais
- Format : couleur - 1,85:1 - Format 35 mm - Dolby Digital
- Genre : drame
- Durée : 127 minutes[2]
- Date de sortie :
  - Japon : 27 juin 2009[2]

## Distribution
- Tsurube Shōfukutei : Dr Osamu Ino
- Eita : Keisuke Soma
- Teruyuki Kagawa : Masayoshi Saimon
- Haruka Igawa : Ritsuko Torikai
- Kimiko Yo : Akemi Ōtake
- Kaoru Yachigusa : Kazuko Torikai
- Ryō Iwamatsu : Yoshifumi Okayasu
- Yutaka Matsushige : Yukinari Hatano
- Kanzaburō Nakamura : Kyohei Teshigahara
- Takashi Sasano : Tokio Sone
- Midoriko Kimura : Keiko Sakoda
- Chieko Ichikawa : Misako Ino
- Masaya Takahashi : Hiroshi Takahata

## Distinctions
Sauf indication contraire, les informations mentionnées dans cette section peuvent être confirmées par la base de données cinématographiques IMDb,  présente dans la section « Liens externes ».

### Récompenses
- Hōchi Film Awards 2009[3] :
  - meilleur réalisateur pour Miwa Nishikawa
  - meilleur acteur dans un second rôle pour Eita
  - meilleure actrice dans un second rôle pour Kaoru Yachigusa
- Nikkan Sports Film Award 2009 :
  - meilleur film
  - meilleur réalisateur pour Miwa Nishikawa
  - meilleur acteur pour Tsurube Shōfukutei
  - meilleure actrice dans un second rôle pour Kimiko Yo
- Japan Academy Prize 2010[4] :
  - meilleure actrice dans un second rôle pour Kimiko Yo
  - meilleur scénario pour Miwa Nishikawa
- Blue Ribbon Awards 2010[5] :
  - meilleur réalisateur pour Miwa Nishikawa
  - meilleur acteur pour Tsurube Shōfukutei
  - meilleur acteur dans un second rôle pour Eita
- Prix Kinema Junpō 2010 :
  - meilleur film
  - meilleur film (choix des lecteurs) pour Miwa Nishikawa
  - meilleur acteur pour Tsurube Shōfukutei
  - meilleur scénario pour Miwa Nishikawa
- Prix du film Mainichi 2010[6] :
  - meilleure actrice dans un second rôle pour Kaoru Yachigusa
- Festival du film de Yokohama 2010 :
  - meilleur film
  - meilleur scénario pour Miwa Nishikawa
  - meilleure photographie pour Katsumi Yanagijima (en)
  - meilleur acteur dans un second rôle pour Yutaka Matsushige

### Sélections
- Japan Academy Prize 2010[4] :
  - meilleur film
  - meilleur réalisateur pour Miwa Nishikawa
  - meilleur acteur pour Tsurube Shōfukutei
  - meilleur acteur dans un second rôle pour Eita
  - meilleure photographie pour Katsumi Yanagijima (en)
  - meilleurs éclairages pour Eiji Oshita
  - meilleur montage pour Ryūji Miyajima (ja)
  - meilleur son pour Hirokazu Katō et Mitsugu Shiratori